# Margarethe von Reischach
Margarethe von Reischach OCist (* 14. Jahrhundert; † 12. September 1438) war eine deutsche Zisterzienserin und von 1425 bis 1438 Äbtissin des Zisterzienser-Klosters Wald.

## Leben
Margarethe von Reischach entstammte dem niederadeligen Adelsgeschlecht von Reischach und ist seit dem 10. Dezember 1420 als Nonne im Kloster Wald belegt, wo sie als Pitanzerin in Erscheinung tritt. Es wird auch erwähnt, dass sie zu einigen Gelegenheiten das Kloster vor Gericht vertrat. Eine Verwandtschaft von ihr zu den nachmaligen Äbtissinnen im Kloster Wald, Barbara von Reischach (1441–1452) und Anna von Reischach von Reichenstein (1465–1496), wird angenommen. Margarethe von Reischach selbst war zwischen 1425 und 1438 Äbtissin im Kloster Wald. Am 16. Juni 1436 schlichtete Heinrich Herysen (Bürgermeister zu Pfullendorf) einen Streit zwischen Margarethe von Reischach und der Klosterfrau daselbst, Klara von Schwandorf einerseits und Frik von Magenbuch andererseits, wegen einer Gilt von 3 Fudern Wein, von Hano von Hornstein herrührend, worüber schon früher Ritter Jakob Truchsess von Waldburg, Recht gesprochen hatte. Margarethe von Reischach starb am 12. September 1438.